# Komornicy (powieść)
Komornicy – pierwsza powieść Władysława Orkana, polskiego twórcy młodopolskiego. Nie była jednak zaliczana do nurtu pisarstwa modernistycznego ze względu na styl i problematykę swoich dzieł. Koniec pisania książki nastąpił w Porębie Wielkiej w listopadzie 1898 roku. Dzieło ukazało się w postaci książkowej w roku 1900.
Utwór odnosi się do czasów współczesnych Władysławowi Orkanowi, a więc do pierwszych lat XX wieku. Akcja Komorników dzieje się na południu Polski, w realistycznej wsi Koninki (obok rodzinnej wsi Orkana).

## Problematyka
Utwór jest swoistą mikroanalizą środowiska wiejskiego, rozgrywających się w nim konfliktów i dramatów. Jest to tematyka już dobrze znana, chociażby z epoki pozytywistycznej, jak i młodopolskiej, jednak w tym przypadku autor daje nam nowe ujęcie zagadnienia. Spojrzenie na problematykę mamy tutaj zdecydowanie od wewnątrz, z pozycji mieszkańca wsi. Orkan ukazuje nam rozwarstwienie klasowe, przyczyny nędzy i próby naprawy stosunków rolnych. Trzeba powiedzieć, że Komornicy stanowią swego rodzaju szkic do portretu wsi przedstawionego w powieści W roztokach. Orkan opiera się w dużym stopniu na rzeczywistości realnej. Zarówno miejsce akcji, położona obok rodzinnej Poręby wieś Koninki, inne szczegóły topograficzne, jak i wzięte z życia postacie bogatego Chyby Złydaszka i komornicy Margośki, wokół których ogniskują się główne wątki, nadają powieści znamię autentyzmu.
Jest tutaj dużo drastycznych scen, jak np. przybycie syna do domu i zastanie tam trupa matki, która zmarła z wycieńczenia i z głodu. Jest to niewątpliwie obraz typowo naturalistyczny. Brak w powieści jakiegokolwiek komentarza autorskiego, Orkan oddaje głos przede wszystkim przedstawianym faktom, zdarzeniom i postaciom. Z tym elementów jasno można odczytać stanowisko autora. Widzimy dzięki temu w jakich rejonach ludzkiego życia sam widzi powstawanie zła i istotę jego tragizmu. Konflikt widzimy tutaj przede wszystkim pomiędzy nędzną egzystencją a wytwarzającym je „zasiedziałym porządkiem życia zbiorowego”.